# Oud-Turnhout
Oud-Turnhout è un comune belga di 12 633 abitanti nelle Fiandre (Provincia di Anversa).